# Luboš Tomíček
Luboš Tomíček (* 14. března 1986, Praha) je český podnikatel a bývalý český plochodrážní motocyklový závodník.

## Źivot
Pochází z motoristické rodiny, ze tří generací plochodrážních jezdců – jeho stejnojmenný děda Luboš Tomíček a otec Luboš Tomíček byli špičkoví mezinárodní jezdci.
Luboš byl reprezentantem České republiky na mezinárodních soutěží. Do roku 2012 startoval také v nejvyšších profesionálních zahraničních ligách - ve Velké Británii, Švédsku a Polsku. Během sezóny absolvoval mezi 80-100 závody po celém světě. Svou závodní kariéru uzavřel roku 2012.

## Klubová kariéra
- Polská Liga:
  - TZ Lublin (2006)
  - KM Ostrow (2007)
  - Kolejarz Opole (2008)

- Švédská Liga:
  - Rospiggarna Hallstawik (2008)

- Britská Liga:
  - Newcastle Diamond (2005)
  - Oxford (2006-2007)
  - Lakeside Hammers (2007-2008)

- Česká Liga:
  - PSK Olymp Prague (2002-současně)

## Výsledky
- Grand Prix- Finále Mistrovství Světa:
  - 2006 Grand Prix - 22. místo
  - 2007 Grand Prix - 26. místo
  - 2008 Grand Prix -

- Mistrovství Světa Juniorů do 21 let:
  - 2006 Finále Mistrovství Světa Juniorů - 17. místo
  - 2007 Finále Mistrovství Světa Juniorů - 15. místo

- Mistrovství Světa Družstev:
  - 2007 Speedway World Cup - 2nd place in Qualification B

- Mistrovství Světa Družstev do 21 let:
  - 2005 Finále Mistrovství Světa družstev do 21 let - 4. místo
  - 2007 Finále Mistrovství Světa družstev do 21 let - Bronzová medaile

- Mistrovství Evropy Juniorů do 19 let:
  - 2003 Finále Mistrovství Evropy juniorů do 19 let - 13. místo
  - 2004 Finále Mistrovství Evropy juniorů do 19 let - 11. místo
  - 2005 Finále Mistrovství Evropy juniorů do 19 let - 12. místo

- Mistrovství České republiky:
  - 2006 - 4. místo

- Mistrovství České republiky juniorů:
  - 2001 - 5. místo
  - 2002 - 4. místo

- GP Kvalifikace: (Mistrovství Světa)
  - 2007 - 4. místo ve Finálovém závodě ... 1 rezerva pro GP Seriál 2008